# Socket F+
Le socket F+ est le premier socket à pouvoir accueillir les processeurs AMD Opteron de 3e génération issue de l'architecture K10. C'est le successeur du Socket F. La différence principale entre les deux sockets est la version d'HyperTransport supportée : le Socket F supporte HyperTransport 2.0 à 1,0 MT/s, tandis que le Socket F+ supporte HyperTransport 3.0 jusqu'à 2,6 MT/s et est rétrocompatible avec les versions 1.0 et 2.0.
Pour l'instant, les seuls premiers processeurs Opteron de 3e génération à être sortis sont les processeurs Barcelona possédant une structure Quad-core.